# Samuel Alito
Samuel Anthony Alito, Jr., född 1 april 1950 i Trenton i New Jersey, är en amerikansk jurist. Han sitter i USA:s högsta domstol sedan 2006.
År 2013 ansågs Alito vara "en av de mest konservativa domarna vid domstolen".

## Utbildning och karriär
Alito har italienskt påbrå. Han avlade bachelorexamen vid Princeton University 1972 och fortsatte sedan på Yale Law School där han tog juristexamen 1975.

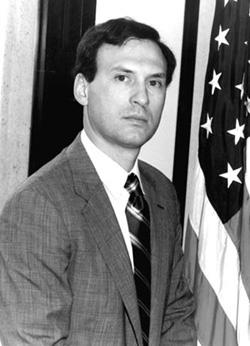
Samuel Alito

Från 1976 klättrade Alito allt högre inom det amerikanska rättssystemet och hann med att arbeta både som federal åklagare och vid justitiedepartementet innan han av president George H.W. Bush nominerades till en plats i United States Court of Appeals for the Third Circuit den 20 februari 1990 för att senare godkännas av senaten den 27 april samma år.
Alito är känd för sitt konservativa sätt och sina skarpt skrivna domar. Kvinnorättsgrupper pekar på en delstatlig lag i Pennsylvania som han röstade för att upprätthålla, som kräver att kvinnor, om inte särskilda skäl föreligger, berättar för sina män innan de genomgår en abort. Den amerikanska högsta domstolen underkände dock senare denna lag.
Alito är katolik och han är den tolfte katoliken som suttit i den amerikanska högsta domstolen, och den femte av dagens grupp av domare vilket gör att denna är den första sammansättning som har en katolsk majoritet.

## Nominering
Alito nominerades den 31 oktober 2005 till ny domare i USA:s högsta domstol av president George W. Bush, som menade att Alito är "rättvis, lärd och principfast". Nomineringen gäller som ersättare för Sandra Day O'Connor, sedan Harriet Miers, som Bush först nominerade som O'Connors efterträdare, tvingades dra tillbaka sin kandidatur efter omfattande kritik från såväl vänster- som högerhåll.
Alito godkändes av senaten 31 januari 2006 med röstsiffrorna 58-42. Han svor eden efter att ha blivit godkänd och blev den 110:e domaren i högsta domstolen.